# Valdemár svéd király
Valdemár Birgersson (1243 – 1302. december 26.) svéd király 1250-től 1275-ig.
Birger jarl („gróf”) fiaként született. Gyermekként – édesapját, a gazdag tartományúrt mellőzve – választották meg királynak az Erik-ház kihalása után. Birger kénytelen volt ebbe belenyugodni, és azzal, hogy a linköpingi dómban megkoronáztatta fiát, Valdemárt az egyház oltalmába helyezte. Azonban haláláig Svédország koronázatlan királyaként uralkodott, így a gyermek Valdemár kezdetben édesapjával kormányzott, annak 1266-ban bekövetkezett halála után egyedül irányította az országot. Birger halála után kirobbant az életre-halálra menő testvérviszály a hatalomért .
Valdemár királynak felesége apácajelölt nővérével folytatott viszonyából gyermeke született, ezért 1274-ben zarándokutat tett Rómába, hogy bűnbocsánatot nyerjen. X. Gergely pápa szigorú feltételeket szabott: Valdemárnak el kellett ismernie a pápai szupremáciát, és köteleznie kellett magát, hogy adót fizet Rómának. Ezek a követelések fivéreit lázadásra indították; a legidősebb 1275-ben III. Magnus néven elfoglalta a királyi trónt.
Valdemár a testvérháborúban vereséget szenvedett, norvégiai száműzetésbe menekült, s hosszú éveken át sikertelen összeesküvéseket szőtt királyi hatalma visszaszerzésére. Később visszatért és hitvese szülőhazájának, Dániának a segítségével kierőszakolt magának egy részt a birodalomból. Azután Magnus elfogatta és börtönbe záratta. Egy időre szabadon engedték, de 1288-ban politikai fogolyként a Nyköpingshus nevű erődbe zárták és ott is halt meg 1302-ben.

## Gyermekei
- Valdemár első házasságát Dániai Zsófával[1] (1242 – 1286), IV. Erik dán király leányával[5] kötötte. kötötte 1250-ben.[6] Házasságukból hét gyermek született:
  - Erik Valdemarsson[1] (? – 1261)
  - Ingeborg Valdemarsdotter[1] (1263 – 1292)
  - Katalin Valdemarsdotter[1] (? – 1283)
  - Erik Valdemarsson[1] (1272 – 1331)
  - Richiza Valdemarsdotter[1] (1273 – 1293) ∞ II. Przemysł lengyel fejedelem,[6] lányuk Erzsébet Richeza cseh és lengyel királyné
  - Marianna Valdemarsdotter[1] (? – 1299?) ∞ Rudolf II von Diepholz[6]
  - Margareta Valdemarsdotter[1] (? – 1288 után)

- Második feleségétől, Lucardistól[1] nem született gyermeke.
- Valdemárnak volt két törvénytelen gyermeke is Dániai Juttától:[1]
  - Erik Valdemarsson[1] (1273 – ?)
  - Zsófia[7]